# VOYAGE 〜10TH ANNIVERSARY BEST ALBUM
『VOYAGE 〜10TH ANNIVERSARY BEST ALBUM』（ヴォヤージュ 10thアニヴァーサリー・ベスト・アルバム）は、NoGoDのベストアルバム。2015年4月8日にキングレコードからリリースされた。

## 概要
バンド結成10周年を記念してリリースされた2枚組ベストアルバムである。DISC 1はシングルコレクション的な内容で古い曲から順に、DISC 2はアルバムのリード曲やカップリング曲を中心に新しい曲から順にという構成で制作された。インディーズ時代の楽曲「ノーゴッド」「愚蓮」「最高の世界」「万国深層大サァカス」は再録音され（「ノーゴッド」は3回目、「愚蓮」は4回目のヴァージョン）、書き下ろしの新曲「walk」が収録。初回生産分は特別パッケージ仕様になっている。
選曲に当たっては何をもってベストアルバムとするのか定義が難しく、さらにメンバーの考え方の相違やスタッフの意見も重なり非常に難航したという。結局、NoGoDというバンドの中心になっているものを見せられるような作品にしようということになり、それぞれの想いを汲み取って2枚組のベストアルバムになった。
アルバムリリースに伴い、同年4月から7月にかけて33カ所の全国ツアー『NoGoD 10th ANNIVERSARY TOUR -2015-【BON VOYAGE -ROUND 33 PLACES-】』を開催。

## 収録曲

### DISC 1
| #   | タイトル                      | 作詞 | 作曲・編曲 | 時間 |
| --- | ----------------------------- | ---- | ---------- | ---- |
| 1.  | 「ノーゴッド」(*再録)         |      |            | 7:03 |
| 2.  | 「愚蓮」(*再録)               |      |            | 4:31 |
| 3.  | 「最高の世界」(*再録)         |      |            | 4:49 |
| 4.  | 「万国深層大サァカス」(*再録) |      |            | 5:06 |
| 5.  | 「カクセイ」                  |      |            | 4:24 |
| 6.  | 「Raise a Flag」              |      |            | 4:02 |
| 7.  | 「神風」                      |      |            | 4:37 |
| 8.  | 「STAND UP!」                 |      |            | 3:37 |
| 9.  | 「FRONTIER」                  |      |            | 5:06 |
| 10. | 「THE POWER」                 |      |            | 4:19 |
| 11. | 「walk」(*新曲)               |      |            | 4:15 |

### DISC 2
| #   | タイトル                   | 作詞 | 作曲・編曲 | 時間 |
| --- | -------------------------- | ---- | ---------- | ---- |
| 1.  | 「Follow」                 |      |            | 4:29 |
| 2.  | 「十人十色」               |      |            | 4:13 |
| 3.  | 「櫻」                     |      |            | 6:40 |
| 4.  | 「浮世ROCKS」              |      |            | 3:41 |
| 5.  | 「絶望、バイバイ。」       |      |            | 4:31 |
| 6.  | 「感情」                   |      |            | 4:04 |
| 7.  | 「downer's high!」         |      |            | 4:53 |
| 8.  | 「恒星」                   |      |            | 5:56 |
| 9.  | 「啓発フラストレス」       |      |            | 4:56 |
| 10. | 「心臓」                   |      |            | 4:45 |
| 11. | 「Ⅱ-懐疑」                 |      |            | 6:08 |
| 12. | 「敬虔」                   |      |            | 5:00 |
| 13. | 「この世界に見放されても」 |      |            | 6:07 |